# Baćin Dol
Baćin Dol is een plaats in de gemeente Cernik in de Kroatische provincie Brod-Posavina. De plaats telt 442 inwoners (2001).